# Johannes Komnenos Batatzes
Johannes Komnenos Batatzes (mittelgriechisch Ἰωάννης Κομνηνός Βατάτζης; * um 1132; † 16. Mai 1182 in Philadelphia) war ein ranghoher byzantinischer Militär unter den Kaisern Manuel I. und Alexios II.

## Leben
Johannes war ein Sohn des Pansebastohypertatos Theodoros Batatzes, eines Angehörigen der Offiziersfamilie Batatzes, die schon von Kaiser Johannes II. gefördert wurde und im 13. Jahrhundert drei byzantinische Kaiser stellte. Durch seine Mutter, die purpurgeborene Prinzessin Eudokia Komnena, die jüngste Schwester Manuels I., gehörte er der regierenden Dynastie der Komnenen an. Mit seiner Frau Maria Dukaina hatte er zwei Söhne, Manuel und Alexios.
Johannes Batatzes erscheint in den zeitgenössischen Quellen als ranghoher Militärführer unter Manuel I. erst in den 1170er-Jahren. Nach der Niederlage der Byzantiner gegen den Seldschukensultan Kılıç Arslan II. in der Schlacht bei Myriokephalon, in der sein Bruder Andronikos Batatzes fiel, vernichtete er eine türkische Reiterarmee, die plündernd in das Mäandertal eingefallen war. Unter Manuels Sohn und Nachfolger Alexios II. stand Johannes Batatzes als Megas Domestikos an der Spitze der byzantinischen Militärhierarchie; zeitgenössischen Siegeln zufolge trug er auch den Titel Protospatharios. Von Adrianopel aus verwaltete er als Strategos das wichtige Thema Thrakien.
Als sich im Frühjahr 1182 Andronikos Komnenos anschickte, die lateinerfreundliche Regentschaft der Witwe Manuels I., Maria von Antiochia, und des Protosebastos Alexios Komnenos zu beenden, verweigerte Johannes Batatzes dem Prätendenten die Gefolgschaft. Batatzes’ Vetter, der Megas Dux Andronikos Kontostephanos, schlug sich jedoch auf die Seite des Andronikos und ermöglichte ihm im April 1182 den Einzug in Konstantinopel.
Nach Andronikos Komnenos’ Machtergreifung revoltierte Johannes Batatzes, der vermutlich zuvor seiner Ämter enthoben worden war, in Philadelphia in Lydien gegen den neuen Regenten, der sich, wie von ihm erwartet, als brutaler Willkürherrscher entpuppte. Andronikos Komnenos entsandte eine Streitmacht unter dem Kommando des Andronikos Lampardas, der jedoch gegen die Rebellenarmee eine Niederlage erlitt. Allerdings war Johannes Batatzes zwischenzeitlich schwer erkrankt und starb am 16. Mai, nur wenige Tage nach der siegreichen Schlacht. Mit seinem Tod brach auch die Rebellion in sich zusammen.
Johannes Batatzes’ Söhne Manuel und Alexios versuchten über das Meer nach Sizilien zu fliehen, erlitten aber vor Kreta Schiffbruch. Die Brüder wurden gefangen genommen und geblendet. Der Sieg über Johannes Batatzes wurde von Andronikos Komnenos als göttliche Vorsehung aufgefasst und bestärkte ihn in der Absicht, sich neben dem jungen Alexios II. zum Mitkaiser zu krönen.